# Bjelica
Bjelica ili Eskulapova zmija (latinski: Zamenis longissimus) je ako izuzmemo kravosasa najveća europska zmija.
Ova do oko 2 m dugačka i vitka neotrovna zmija izvrsna je penjačica po drveću. U mladosti se hrani gušterima, dok se prehrana odraslih sastoji od glodavaca, krtica i rovki, mladih ptica i jaja koje ubija stezanjem ili gušenjem tako što prvo počne gutati žrtvinu glavu. Ženke u leglo ležu 5-8 jaja u lipnju/srpnju. 
Bjelica je u Hrvatskoj i okolnim zemljama jedna od najčešćih zmija i može se susresti od krajnjeg juga do sjevera Hrvatske. Područje njene rasprostranjenosti ide od Španjolske preko cijele južne i središnje Europe do Kavkaza.
Osim naziva bjelica i Eskulapova zmija, mogu se susresti i nazivi obična bjelica, smuk ili guž. U stručnoj literaturi u nas se pored latinskog naziva uobičajeno rabe nazivi bjelica i Eskulapova zmija. Naziv bjelica nastao je po blijedožutom trbuhu zmije. Smuk ili guž su općeniti nazivi za slične neotrovne zmije. 
Ova je vrsta također povezana s grčkom mitologijom i poviješću medicine. Prema mitu oko Asklepijeva štapa bila je omotana Elaphe longissima. Asklepijev štap ne smije se zamijeniti s Hermesovim štapom (krilati štap s dvije zmije). Ova je vrsta pronađena i na nekim mjestima u Austriji i Njemačkoj gdje su bili podignuti rimski lječilišni hramovi. Kod ove vrste ondje je otkriven i amelanizam (albino) i melanizam.
Bjelica se pojavljuje kao medicinski simbol, Asklepijev štap.
Kao i sve zmije, i bjelica je ugrožena te je u Hrvatskoj kao i drugdje u Europi strogo zaštićena vrsta.

## Otrovnost
Bjelica nije opasna za ljude.

## Vanjske poveznice
|  | Zajednički poslužitelj ima još gradiva o temi Zamenis longissimus |
|  | Wikivrste imaju podatke o taksonu Zamenis longissimus             |